# Franz Schreiter
Franz Schreiter (3. prosince 1861 Vroutek – 31. prosince 1935 Litoměřice) byl rakouský a český pedagog, menšinový aktivista a politik německé národnosti, na počátku 20. století poslanec Českého zemského sněmu a Říšské rady.

## Biografie
Byl synem zemědělce. Vystudoval gymnázium a učitelský ústav v Žatci a Chomutově. Působil pak jako učitel, později ředitel školy v Zdeslavi. Od roku 1896 učil na měšťanské škole v Kraslicích. Zde také působil ve veřejném životě. Vydával list Graslitzer Volksblatt. V roce 1901 byl přeložen na školu do Kašperských Hor a od roku 1903 byl odborným učitelem v Litoměřicích. Angažoval se v sudetoněmeckých menšinových a učitelských spolcích. Byl členem výboru německorakouského spolku učitelů a zemského spolku učitelů pro Čechy. Podílel se na založení četných místních organizací spolku Bund der Deutschen in Böhmen.
Na počátku 20. století se zapojil i do zemské a celostátní politiky. Ve volbách v roce 1901 byl zvolen do Českého zemského sněmu v kurii venkovských obcí (volební obvod Děčín, Benešov, Česká Kamenice). Politicky patřil k Všeněmeckému sjednocení Georga von Schönerera. Mandát obhájil za týž obvod i ve volbách v roce 1908. Nyní se uvádí jako člen Německé radikální strany, stoupenec Karla Hermanna Wolfa. V roce 1902 se totiž rozešel s klubem Georga von Schönerera a společně s podporovateli Karla Hermanna Wolfa utvořil novou politickou formaci.
Ve volbách roku 1901 byl zvolen i do Říšské rady (celostátní zákonodárný sbor), za kurii všeobecnou, obvod Litoměřice, Ústí, Děčín atd. Do vídeňského parlamentu se vrátil až po volbách roku 1911, konaných již podle všeobecného a rovného volebního práva, kdy byl zvolen za obvod Čechy 111.
V roce 1906 se uvádí jako jeden z osmi poslanců Říšské rady za skupinu Freier Verband alldeutscher Abgeordneter, která po rozkolu ve Všeněmeckém sjednocení sdružovala stoupence politiky Karla Hermanna Wolfa, tzv. Freialldeutsche Partei, později oficiálně Německá radikální strana (Deutschradikale Partei). Po volbách roku 1911 ve vídeňském parlamentu usedl do poslaneckého klubu Německý národní svaz, v jehož rámci zastupoval Německou radikální stranu.
Od října 1918 do února 1919 byl pak ještě poslancem Provizorního národního shromáždění Německého Rakouska.
Do roku 1908 působil jako místopředseda mimoparlamentního politického svazu Deutschnationaler Verein für Österreich. Veřejně se angažoval i po vzniku Československa. Usedl v zemské školské radě a nadále se zasazoval o německojazyčné školství v Čechách.